# Agnès Llobet Deià
Agnès Llobet Deià (Pont d'Inca, 30 de maig de 1984) és una actriu mallorquina. Va començar al món del teatre als vuit anys al centre dramàtic DiMarco i el 2002 va iniciar els seus estudis a l'Institut del Teatre, on es va llicenciar el 2007. Ha actuat en diverses sèries de televisió com Llàgrima de sang, Amor de cans i Hotel Bellavista (IB3) o El secreto de Puente Viejo, La sonata del silencio, Servir y proteger, Acacias 38. També ha actuat a Las chicas del cable i a La casa de papel.
Ha publicat diversos poemaris: Podríem (2010), La dona de Poe (2012) i L'incendi de les papallones (2015), El desig d'Alcmena (2017) i Turista zero (2020).